# Mistrzostwa Europy w Lekkoatletyce 1974 – pięciobój kobiet

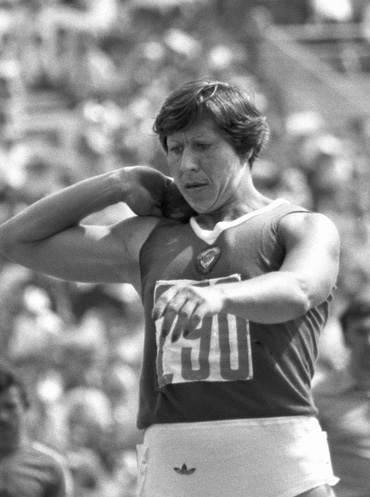
Nadieżda Tkaczenko

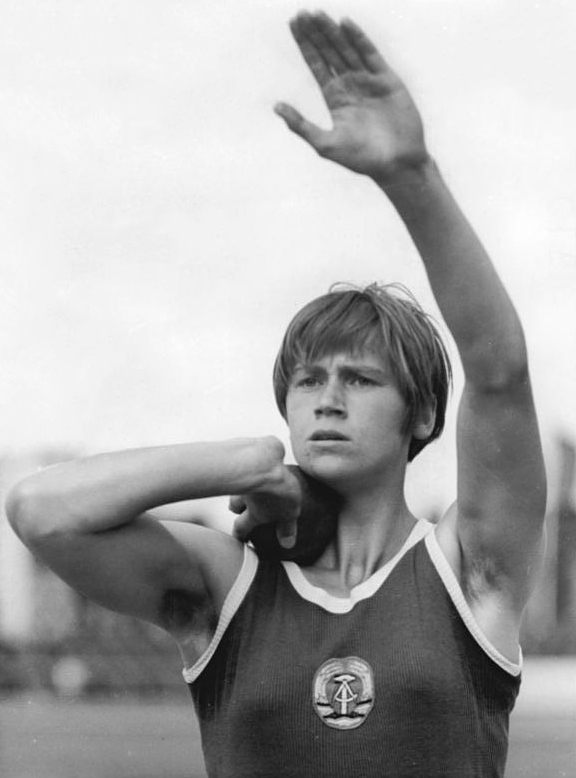
Burglinde Pollak

Pięciobój kobiet był jedną z konkurencji rozgrywanych podczas XI mistrzostw Europy w Rzymie. Został rozegrany 3 i 4 września 1974 roku. Zwyciężczynią tej konkurencji została reprezentantka Związku Radzieckiego Nadieżda Tkaczenko. W rywalizacji wzięło udział szesnaście zawodniczek z dziewięciu reprezentacji.

## Rekordy
| Rekord świata     | Burglinde Pollak (GDR) | 4946 (4932) | Bonn, RFN           | 21-22.09.1973 |
| Rekord Europy     | Burglinde Pollak (GDR) | 4946 (4932) | Bonn, RFN           | 21-22.09.1973 |
| Rekord mistrzostw | Heide Rosendahl (FRG)  | 4634 (5299) | Helsinki, Finlandia | 13-14.08.1971 |

## Wyniki
| Poz. | Zawodniczka        | Punkty      | 100 m ppł | Kula    | Wzwyż  | W dal  | 200 m   |
| ---- | ------------------ | ----------- | --------- | ------- | ------ | ------ | ------- |
| 1    | Nadieżda Tkaczenko | 4826 (4776) | 13,39 s   | 16,07 m | 1,74 m | 6,36 m | 24,20 s |
| 2    | Burglinde Pollak   | 4698 (4678) | 13,36 s   | 15,80 m | 1,71 m | 6,19 m | 24,46 s |
| 3    | Zoja Spasowchodska | 4560 (4550) | 13,27 s   | 14,48 m | 1,65 m | 6,37 m | 24,96 s |
| 4    | Siegrun Thon       | 4555 (4548) | 13,58 s   | 12,68 m | 1,71 m | 6,35 m | 23,97 s |
| 5    | Ludmiła Popowska   | 4547 (4548) | 13,89 s   | 14,87 m | 1,74 m | 6,08 m | 24,60 s |
| 6    | Ilona Bruzsenyák   | 4407 (4399) | 13,63 s   | 11,52 m | 1,71 m | 6,45 m | 24,98 s |
| 7    | Margrit Olfert     | 4231 (4391) | 13,57 s   | 14,35 m | 1,60 m | 5,85 m | 25,58 s |
| 8    | Christel Voß       | 4364 (4384) | 14,06 s   | 13,76 m | 1,80 m | 5,85 m | 25,58 s |
| 9    | Penka Sokołowa     | 4277 (4323) | 13,42 s   | 13,40 m | 1,68 m | 5,86 m | 25,70 s |
| 10   | Đurđa Fočić        | 4250 (4289) | 14,13 s   | 11,44 m | 1,74 m | 5,95 m | 24,55 s |
| 11   | Ulrike Jacob       | 4233 (4247) | 14,34 s   | 10,82 m | 1,74 m | 6,29 m | 25,12 s |
| 12   | Margit Papp        | 4159 (4207) | 14,54 s   | 13,64 m | 1,74 m | 5,91 m | 26,42 s |
| 13   | Ann Wilson         | 4151 (4182) | 14,17 s   | 10,67 m | 1,76 m | 6,05 m | 25,62 s |
| 14   | Cisca Janssen      | 4076 (4151) | 14,69 s   | 11,95 m | 1,68 m | 5,94 m | 25,03 s |
| –    | Florence Picaut    | DNF         | 13,97 s   | 12,11 m | 1,74 m | 5,55 m | –       |
| –    | Sneżana Jurukowa   | DNF         | 13,83 s   | 12,63 m | 1,68 m | –      | –       |